# Lepiceridae
Lepiceridae je čeleď brouků z podřádu řasožraví (Myxophaga). Tato čeleď obsahuje pouze jeden žijící rod – Lepicerus nápadný svou hrbolatou povrchovou strukturou. Měří od 1,5 do 2 mm.
Má čtyřčlánková tykadly, z nichž obvykle první tři malé články nejsou vidět. Nohy mají jednočlánkové nárty s jedním drápkem.
Brouci žijí ve vlhkých písečných a bylinných substrátech u říčních břehů v Mexiku, Střední Americe a ve Venezuele. Jsou poměrné vzácní. Larvy tohoto rodu nejsou ještě prozkoumané.

## Taxonomie
- Rod Lepicerus  Motschulsky, 1855
  - Lepicerus bufo  Hinton, 1934
  - Lepicerus inaequalis  Motschulsky, 1855